# John Burridge
John Burridge (Workington, 3 de dezembro de 1951) é um ex-futebolista e treinador de futebol britânico. Atuava como goleiro.

## Carreira
Um dos maiores "ciganos" do futebol inglês, Burridge é um dos recordistas em clubes defendidos na história: 29 no total. Iniciou a carreira em 1969, no Workington, clube de sua cidade natal. Emprestado ao Blackpool em 1971, foi contratado em definitivo pelos "Tangerines" no mesmo ano, quando conquistou a Copa Anglo-Italiana. Deixou o Blackpool em 1975 para jogar pelo Aston Villa, onde foi campeão da Copa da Liga Inglesa de 1977.
Passou ainda por Southend United, Crystal Palace, Queens Park Rangers, Wolverhampton Wanderers, Derby County, Sheffield United, Southampton, Newcastle United e Hibernian, e, após deixar o clube de Edimburgo em 1991, não se firmou em nenhuma outra equipe: tirando outras 2 passagens pelo Newcastle em 1993 e 1994, jogou em várias equipes semiprofissionais ou de médio porte a partir de então: Scarborough, Lincoln City, Enfield, Aberdeen, Dunfermline Athletic, Dumbarton, Falkirk, Manchester City (onde, aos 43 anos e 4 meses, tornou-se o mais velho jogador a disputar uma partida na Premier League), Notts County, Witton Albion, Darlington, Grimsby Town, Gateshead, Northampton Town, Queen of the South, Purfleet, Blyth Spartans e Scarborough, até encerrar sua longa carreira aos 46 anos em 1997, novamente pelo Blyth, onde chegou a ser jogador e técnico entre 1997 e 1998. Ainda chegou a trabalhar como preparador de goleiros no Newcastle. Voltou a comandar clubes em 2016, ao ser contratado pelo Global, da primeira divisão do Campeonato Filipino, em sua primeira experiência fora do Reino Unido. A passagem do ex-goleiro, no entanto, durou pouco. Em julho de 2019, assinou com o Kerala Blasters para ser o treinador de goleiros da academia de juniores do clube.
Em abril de 2006, "Budgie" (como o ex-goleiro é apelidado) foi incluído no Hall da Fama do Blackpool. Seu filho, Tom Burridge, é jogador de hóquei sobre o gelo.

## Títulos

### Com o Blackpool
- / Copa Anglo-Italiana: 1971

### Com o Aston Villa
- Copa da Liga Inglesa: 1977

### Com o Crystal Palace
- Segunda Divisão inglesa: 1978-79

### Com o Hibernian
- Copa da Liga Escocesa: 1991